# Горе (остров)
Горе или Ил дьо Горе (на френски: Gorée; Île de Gorée) е остров в Западен Сенегал, регион Дакар.
Островът се намира на 3 км източно от Дакар – столицата на Сенегал. Това е остров с вулканичен произход. Той заема 36 хектара и е населен с 1102 жители (2007). От шестнадесети до деветнадесети век островът е в основата на търговията с роби. Тук робите са затваряни, продавани и след това изпращани през Атлантика до Южна Америка, Карибите и Северна Америка.
През ХХ век, оцелелите сгради са превърнати в музей и включени в културно и природно наследство на ЮНЕСКО.

## Къщата на робите
Къщата е построена през 1776 година, с цел да бъдат държани робите там преди да бъдат изпратени към Америка или Карибите. От там в продължение на 300 години близо 20 милиона души са били продадени като роби, а около 6 милиона от тях са починали от различни болести още в корабите. За улеснение на търговията били построени 28 къщи. Само една от тях обаче е запазена в автентичния си вид и до днес, като е превърната в музей, за да представя пред света живота и страданията на африканците по онова време. Инструментите за изтезания, оковите и всичко останало е изложено на показ тук.
Експедиции са залавяли робите по крайбрежието и във вътрешността на континента и са ги карали на острова. Тук е ставало първичното разпределение – мъжете на една страна, оковани в железни вериги и букаи, младите момичета на друга страна, децата на трета, жените – на четвърта, но всички над 12-годишна възраст били считани за роби. Пъхали са ги в тесни клетки, всяка група отделно. За господарите и търговците са били отредени проветриви и просторни стаи на втория етаж. После са ги продавали и съответно ги товарели на корабите. По пътя, често траещ няколко месеца, много от робите измирали и били изхвърляни от кораба за храна на рибите.
На територията на „Къщата на робите“ обособена днес като музей, се намира и паметник, подарък от Доминиканската република – една от многото страни в Америка, която дължи днешния си етнически състав на тази срамна търговия. В двора ѝ се намира и, „Вратата, от която няма връщане“ – първото нещо, което робите са виждали след престоя си в подземните килии, но е оставала и последното нещо видяно от тях.
Сенегалецът Бубакар Джоузеф Ндиайе превръща къщата в паметник-музей през 1962 година и остава негов куратор до смъртта си през 2009 година. Много съвременни изследователи оспорват бройката на поробените, минали от тук, но Ндиайе и последователите му твърдят, че има доказателства, за това че сградата е била построена първоначално, за да събира огромен брой роби, и че през пословичната Врата са преминали поне 15 милиона души.
Островът е под закрилата на ЮНЕСКО от 1978 година, като е забранено всякакво строителство, но и до днес символизира страданията на хората от Африка. Остров Горе се посещава от 200 хиляди туристи годишно, голяма част от които са наследници на робите, отвличани преди векове от черния континент. Мястото е посетено и от много чуждестранни политически гости на страната, сред които са вече покойният бивш президент на ЮАР – Нелсън Мандела, папа Йоан Павел II, бившият президент на САЩ Барак Обама и други.